# سرور تحت شبکه نام‌های جغرافیایی
سِروِر تحت شبکهٔ نام‌های جغرافیایی یا جئونِت نِیمز سِروِر (به‌اختصار: GNS) (به انگلیسی: GEOnet Names Server)، وبگاهی است که به پایگاه‌های دادهٔ خصوصیات جغرافیایی مکان‌های خارج از ایالات متحده، متعلق به آژانس ملی اطلاعات جغرافیایی ایالات متحده آمریکا، (NGA) و سازمان نام‌های جغرافیایی ایالات متحده (BGN) دسترسی عمومی فراهم می‌کند. این پایگاه‌های داده، انبار رسمی اطلاعات مکان‌هایی است که توسط سازمان نام‌های جغرافیایی ایالات متحده (US BGN) تصویب می‌شوند. داده‌های جغرافیایی دربارهٔ مکان‌ها براساس نام مکان در بانک اطلاعاتی قرار گرفته‌اند. تقریباً ۲۰٬۰۰۰ عدد از مدخل‌های پایگاه داده، ماهانه روزآمد می‌شوند. هرگز مدخلی از مجموعهٔ نام‌های مکان‌های جغرافیایی از پایگاه داده حذف نمی‌شود، مگر در مواردی که دو مدخل، آشکارا تکراری باشند. دسترسی به محتوا برای همگان آزاد است.